# Santuario de Santa Maria della Croce (Crema)
El santuario de Santa Maria della Croce (Crema) (en italiano: Santuario Santa Maria della Croce) es un santuario mariano católico italiano situada a un kilómetro del centro histórico de la ciudad de Crema, en la carretera estatal 591 Cremasca. Fue establecido a finales del siglo XV y su iglesia, construida poco después aunque luego modificada, desde 1958 tiene la condición de basílica menor.

## Orígenes
Los orígenes del culto a la Madonna di Santa Maria della Croce son conocidos y bien documentados.

### El delito

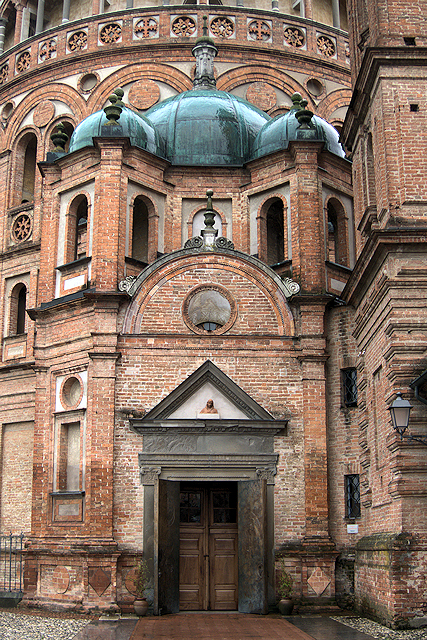
El cuerpo occidental

El 13 de febrero de 1489, Caterina degli Uberti, miembro de una familia rica de Crema, se casó con Bartolomeo Pederbelli conocido como Il Contaglio, un presunto delincuente bergamasco que había sido expulsado de su provincia y había llegado a Crema, donde llevaba algún tiempo, obviamente guardando silencio sobre su condición de prófugo.
Al año siguiente, las relaciones no fueron nada fáciles, los enfrentamientos entre el Contaglio y la familia de Caterina se narran en las crónicas por cuestiones del pago de la dote.
Según documentos históricos, en la noche del 2 de abril de 1490, el Contaglio convenció (u obligó a la fuerza) a Caterina a que lo siguiera para regresar con su familia al área de Bérgamo. Una vez que llegó a una milla fuera de Crema, se desvió de la carretera a Bérgamo (hoy via Mulini) y llegó al interior del bosque llamado "del Novelletto". Aquí el Contaglio arremetió contra su mujer golpeándola con la espada (que aún se conserva en el Santuario) de manera violenta y grave en la cabeza y los brazos, amputándole la mano derecha con parte del brazo; mientras el asesino cortaba a la pobre mujer, la espada se partió en dos y, no satisfecho con esto, para estar seguro de que su esposa estaba muerta, sacó su daga y la hirió en la espalda, pero la cuchilla no penetró en el cuerpo, tal vez deslizándose a lo largo de la ropa, pero aun así causando un hematoma cerca del omóplato izquierdo. El Contaglio huyó llevándose el fardo y otras cosas junto con cuatro anillos de oro de la propia Catalina. Y nada más se supo de él.
La mujer agonizante pidió ayuda a la Madonna para que le fueran a impartir los Sacramentos y apareció una mujer pobremente vestida que le dijo «Yo soy a quien llamaste». El sangrado se detuvo de repente y María transportó a Catalina a una casa campesina cercana donde le dieron los primeros tratamientos. Como ya era de noche y las puertas de la ciudad estaban cerradas, hasta la mañana no se pudo llevar a Catalina a Crema. Allí fue visitada por un médico e interrogada por un "Giudice del Maleficio" (magistrado veneciano), luego el sacerdote Felipe de la parroquia de San Benedetto le dio los Sacramentos, y solo en este punto se reanudó el sangrado y Catalina expiró.

### Primeros milagros
Siempre según documentos históricos, en el lugar del crimen se colocó una pequeña cruz de madera. Un mes después, el 3 de mayo, día de la exaltación de la Santa Cruz, un niño que, como escribe Tommaso Ronna, en la obra antes citada, «de 11 años hijo de un Francesco Marazzi», aquejado de graves problemas en un pie que no le permitía estar de pie de forma autónoma, fue llevado a Novelletto. Después de las oraciones, el niño volvió a caminar: fue el primer milagro que atrajo a una multitud. Las crónicas informan de unas cuarenta curaciones milagrosas en un mismo día.

### El llanto de la Virgen con el Niño
Al día siguiente, 4 de mayo, se montó una procesión solemne hacia el Novelletto, cerca del cual se construyó un pequeño altar sobre el que se colocó el relieve de la Madonna con il Bambino, obsequio del milanés Gianfranco Cotta. El 5 de mayo, muchos vieron derramar lágrimas a la efigie, y ese día se registraron unas ochenta curaciones inexplicables. También el 5 de mayo,el Consejo decretó la construcción de un edificio en el lugar de la aparición. Las crónicas informan de otros milagros el 18 de mayo y el 2 de junio.

### El círculo luminoso
El podestà veneciano de Crema era ese año Nicolò Priuli: escéptico ante los hechos de Novelletto, dado el cargo que ocupaba, temía problemas de orden público. El 18 de junio se hizo conducir al altar y presenció en primera persona el milagro del círculo luminoso: alrededor del sol apareció un círculo iridiscente que parecía caer tres veces hacia la Tierra. Posteriormente, el propio podestà fue uno de los principales impulsores de la construcción del santuario.

## Hechos históricos, constructivos y religiosos

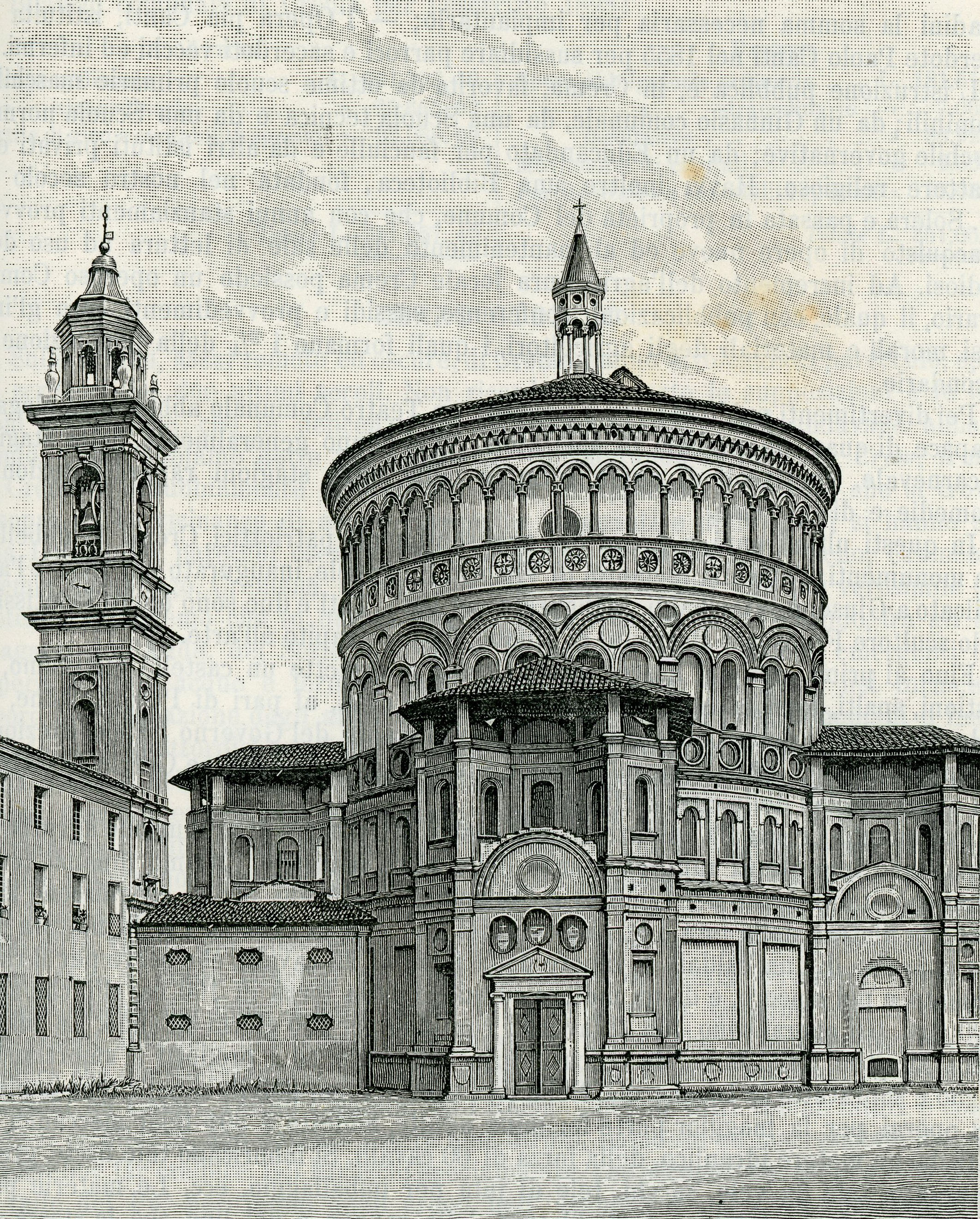
El santuario en una ilustración de mediados del. Se pueden ver los cuerpos laterales cubiertos por tejas y no por cúpulas.

Giovanni Battagio, arquitecto de Lodi y alumno de Bramante, formado en la modernísima escuela milanesa, fue llamado para diseñar el santuario. Alrededor de 1500, Battagio rompió relaciones con los gestores de la fábrica y su continuación fue confiada a Giovanni Montanaro.
En 1514 Crema estaba sitiada por la coalición formada por el ducado de Milán, el Imperio español y la Confederación helvética: su defensa fue encomendada a Renzo da Ceri que hizo arrasar todo alrededor de la ciudad excepto el santuario en avanzado estado de construcción transformándolo en un fortín. Renzo da Ceri venció gracias al ataque del campamento sforzesco en Ombriano, pero el asedio que duró cuatro meses no fue favorable para el santuario que resultó gravemente dañado. Los acontecimientos bélicos y la epidemia de peste que siguió al asedio ralentizaron la continuación de las obras: las primeras decoraciones interiores se iniciaron hacia 1541.
En 1585 el santuario fue confiado a la parroquia de Pianengo. En el año 1593, el podestà veneciano Nicola Vendramin hizo construir una nueva carretera de conexión entre Porta Serio y el santuario: durante mucho tiempo se conoció como la carretera Vendramina (fue ampliada y luego arbolada en 1810).
El 14 de noviembre de 1664, el dux de Venecia Domenico Contarini autorizó el establecimiento de una feria que se celebraría todos los años el 25 de marzo, día de la Anunciación: la primera edición se celebró en 1666 y todavía se festeja hoy día.
En 1694 el santuario fue encomendado a la orden de los Carmelitas Descalzos quienes pocos años después (1706) iniciaron la construcción del imponente convento. En 1710 también se añadió el campanile Sin embargo, los carmelitas no se quedaron allí mucho tiempo: en 1810 tuvieron que abandonar Crema tras las supresiones napoleónicas. Cuando los frailes se fueron, surgió el problema de confiar el cuidado de las almas del barrio que mientras tanto se había levantado alrededor del santuario: en el año 1828 el obispo de Crema monseñor Tommaso Ronna decretó el establecimiento de la parroquia de Santa Maria della Croce: el primer sacerdote fue don Agostino Cremonesi quien tomó posesión de la parroquia el 2 de mayo de 1830.
El 4 de septiembre de 1837, monseñor Giuseppe Sanguettola coronó la cabeza de la Virgen durante una ceremonia solemne.
Hasta el 26 de abril de 1869, los documentos informan del movimiento de los ojos de la imagen de terracota que había derramado lágrimas poco después de la aparición. El prodigio fue firmado por los sacerdotes Silvio della Noce, Paolo Stramezzi y Bartolomeo Borsieri que lo presenciaron.
Algunas intervenciones se realizaron en 1904, cuando se sustituyeron las cubiertas de teja de los cuerpos laterales por cúpulas recubiertas de cobre, y en 1914 cuando se sustituyó el suelo de terracota por el actual de teja bicolor.
Con una bula papal fechada el 18 de abril de 1958, el papa Pío XII concedió al santuario el título y la dignidad de basílica menor: esto se logró gracias a la tenacidad del obispo monseñor Placido Maria Cambiaghi y del preboste monseñor Francesco Piantelli.
Entre 1985 y 1988 se llevó a cabo una restauración general de la basílica. En 1990, con motivo del quinto centenario de la aparición, el edificio fue dotado de nuevos portales de bronce por el escultor Mario Toffetti. El 20 de junio de 1992 la basílica recibió la ilustre visita del papa Juan Pablo II quien se detuvo a orar en el sepulcro antes de continuar su visita a la ciudad.

## Descripción

### Exterior

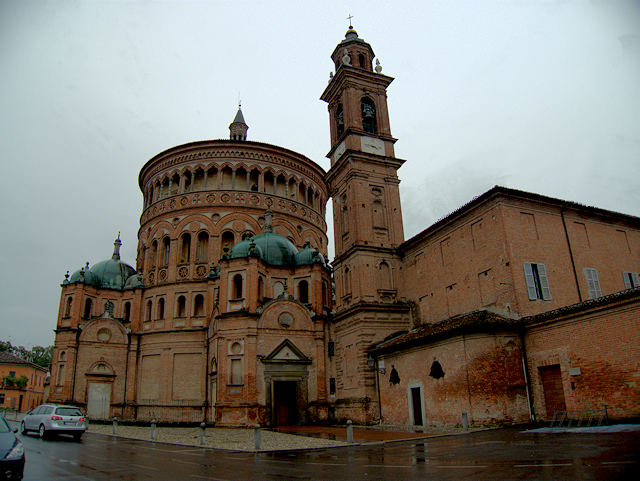
Vista general desde via Battagio

Battagio proyectó en ese momento una construcción moderna e innovadora a partir de la planta de cruz griega: un cuerpo central, de unos 35 metros de altura, circular por fuera y octogonal por dentro, al que se unen cuatro cuerpos más pequeños de unos 15 metros de altura. Todo el edificio es de ladrillo visto.
El cuerpo principal se divide verticalmente en cuatro órdenes: la primera banda está formada por pilastras con entablamento tcon specchiature. La segunda banda es una galería con ventanas monoforas. Muy elaborada, la tercera banda está formada por arcos triples con virolas que forman grandes ventanas biforas con pretiles ornamentados.
Como ya se mencionó, alrededor de 1500, Battagio abandonó las obras que fueron confiadas a Giovanni Montanaro, quien modificó el proyecto de la cuarta banda con una logia de pequeña altura con muchas columnas y arcos trilobulados.
Los cuerpos laterales tienen la forma de un octógono obtenido idealmente al alisar las esquinas de un cuadrado: excepto en el cuerpo del sepulcro, en los lados rectos más externos se dispone el portal mayor (al oeste) y los portales menores (al norte y al sur) coronados con tímpanos triangulares. Sobre los cuerpos oblicuos hay diseños geométricos rectangulares y circulares, o puertas ciegas con tímpano circular. Mucho más compleja es la parte superior con la galería del cuerpo principal que se une al tambor de los cuerpos menores, continuando así por los lados cortos del octógono para formar cuerpos angulares.
Los cuerpos menores se cubrieron a principios del siglo XX con tejas: gracias a los legados del sacerdote Filippo Samanni en 1904, los antiguos techos fueron reemplazados por cúpulas de cobre. El proyecto fue encargado a los arquitectos Emilio Gussalli y Luca Beltrami. Sin embargo, no se descarta que ya en otras épocas los cuerpos laterales estuvieran cubiertos con pequeñas cúpulas, como se evidencia en algunas estampas de época.

### El campanile

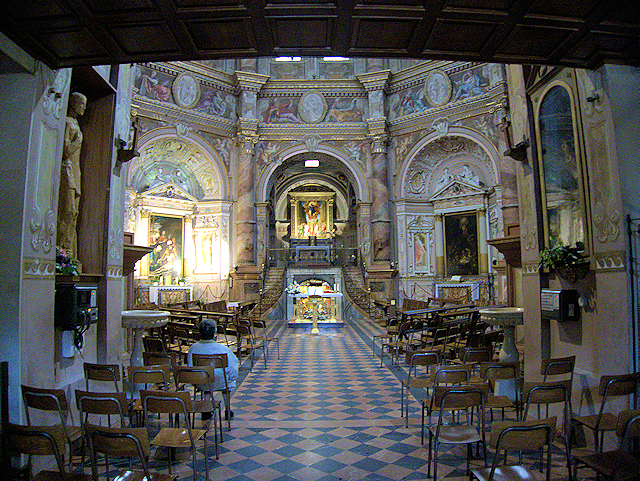
Vista del interior de la brújula de entrada

El campanile no está adosado a la iglesia y tiene aproximadamente la misma altura que el cuerpo principal de la basílica, incluida la linterna. Tiene una base de unos 4 metros de lado con bandas de almohadillado. Una cornisa saliente divide la base de una segunda franja caracterizada por ventanas ciegas. El siguiente nivel, mucho más elevado, se caracteriza por lesenas de esquina con vanos centrales rematados por un motivo ovalado. Un entablamento divide la tercera de la cuarta banda sobre la que se coloca el reloj en los lados norte y sur. El campanario tiene ventanas monoforas con arco de medio punto, sobre el que se inserta un entablamento de varios niveles que soporta un cuerpo octogonal, de nuevo con vanos de medio punto y cubiertas en forma de cebolla.

### Interior

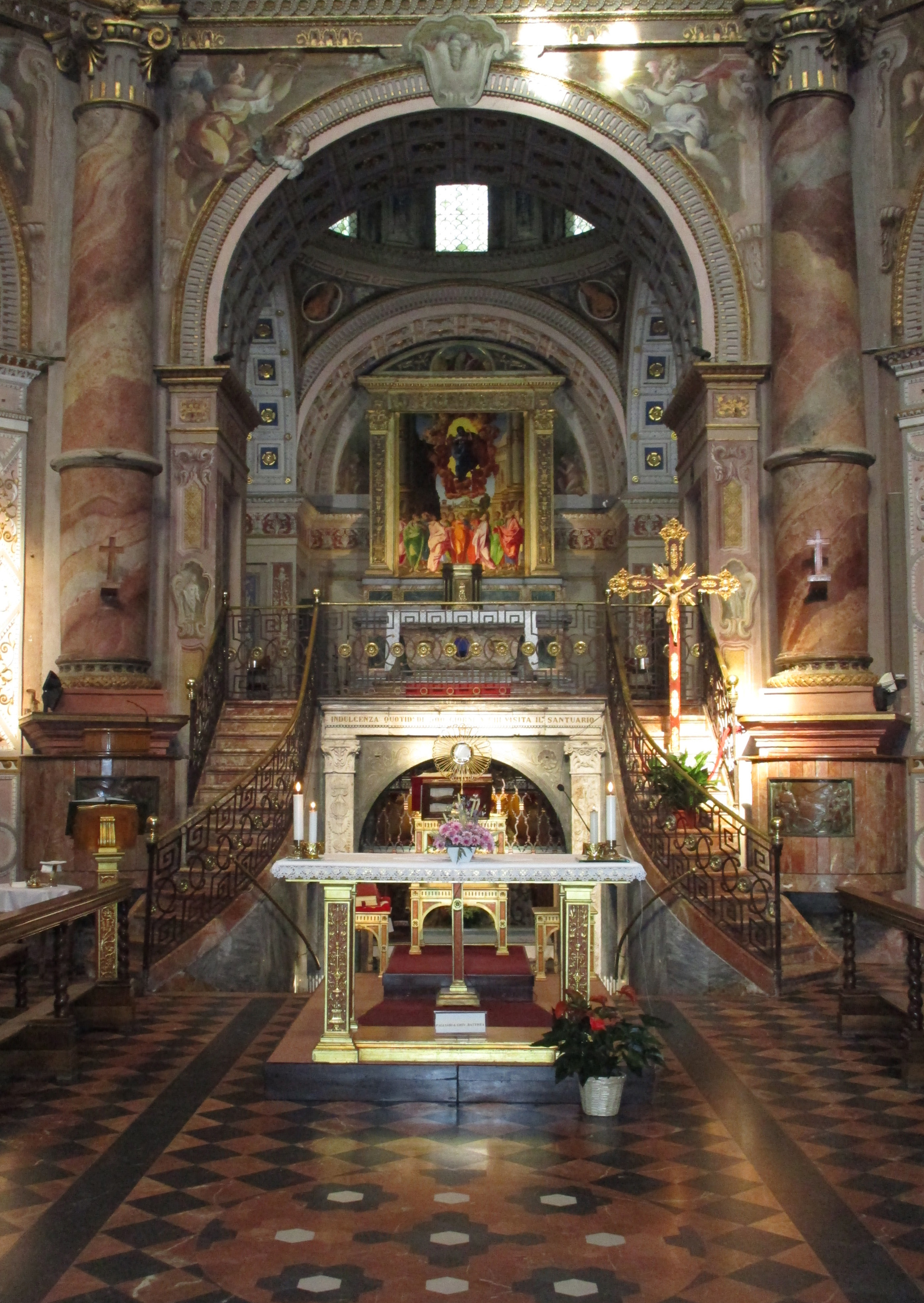
Vista del altar central durante una adoración eucarística.

Como ya se ha dicho, el interior del cuerpo principal tiene forma octogonal: los cuerpos menores se insertan en los lados rectos mientras que las capillas semicirculares se sitúan en los lados oblicuos. El sepulcro se coloca debajo del cuerpo oriental. Las esquinas del octógono se caracterizan por grandes columnas dispuestas sobre altos pedestales que sostienen un entablamento. Sobre este está el tambor de ocho lados con ventanas biforas que dan luz al interior. Sobre el tambor está la cúpula.

#### Altar y sepulcro
El cuerpo oriental está dispuesto en dos niveles: en el superior se encuentra el altar mayor proveniente del Duomo di Crema: está en una posición elevada accesible por dos escaleras de trece escalones en mármol rojo de Verona. Es rico en relieves y conserva un óvalo de lapislázuli en el centro. El sagrario es de bronce dorado.
Sobre la pared está el gran lienzo de la Assunzione de Benedetto Rusconi llamado il Diana, enmarcado por un retablo de Giacomo de Marchi y dorado por Nicolò Salserio Bianchi, Tommaso y Vincenzo Civerchio. La luneta contenida en la cofia de madera también fue pintada por el Diana y representa al Padre Eterno.
En la decoración general del presbiterio cabe mencionar los cuatro bustos que representan a los Doctores de la Iglesia: han sido atribuidos a Agostino de Fondulis y representan a san Ambrosio, san Jerónimo, san Agustín e san Gregorio Magno.

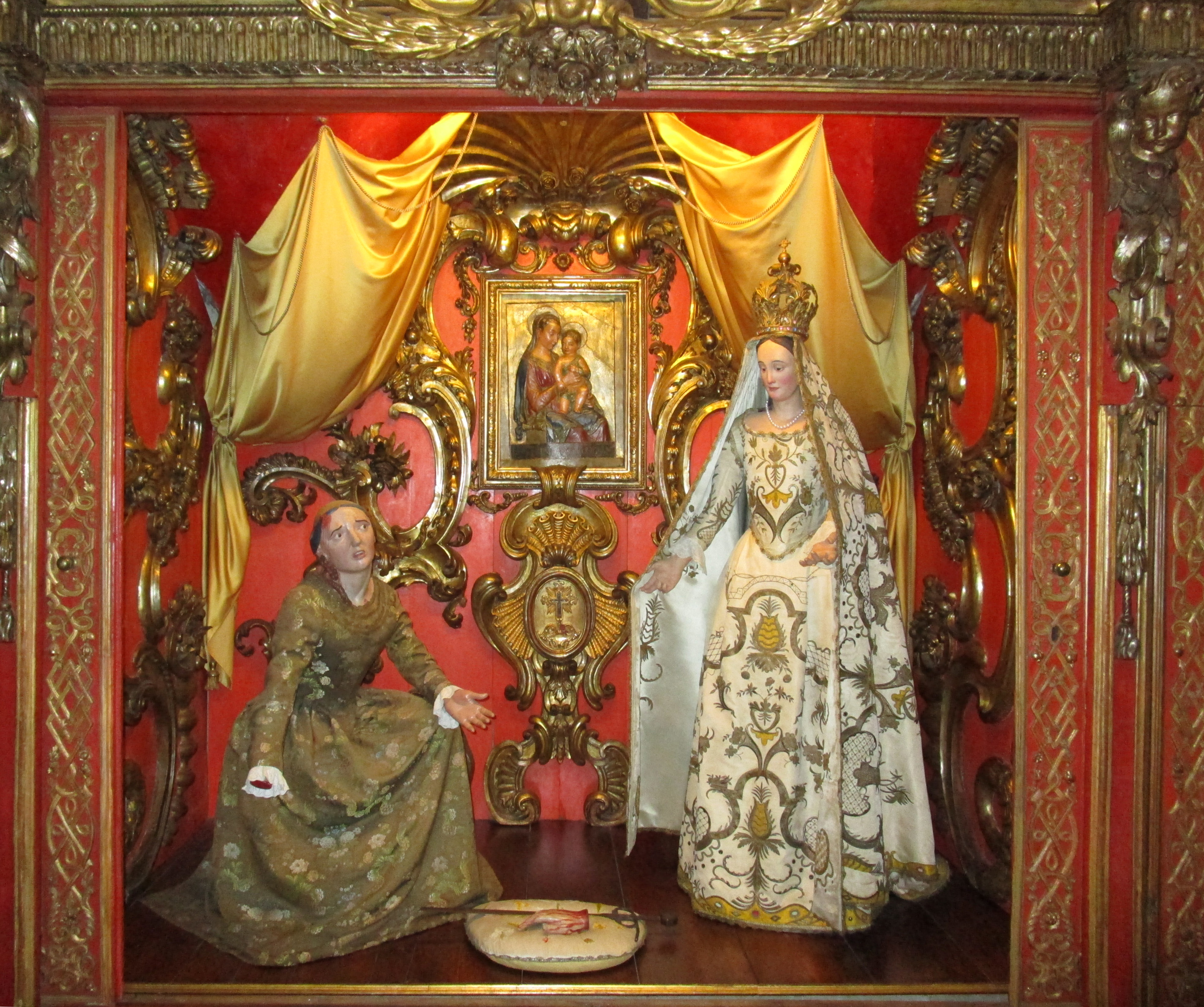
Caterina degli Uberti es rescatada por la Virgen.

En el nivel inferior está el sepulcro, de forma rectangular con bóveda de pabellón con lunetos que representan a los apóstoles. El altar data de 1750 y es obra del paduano Pietro Danieletti. En el fondo y puesto en una hornacina de madera con el relieve milagroso, una copia en terracota policromada de un modelo de Antonio Rossellino que representa a la Madonna col Bambino. En el techo del palco las escenas de la aparición a Catalinaa degli Uberti. El centro de la escena está representado por las estatuas de Catalina, con la mano amputada y en actitud de invocación, y de la Virgen. Entre las dos mujeres un ángel sostiene la espada del Contaglio, copia de la original.

#### Altares laterales
Los cuatro lados oblicuos de la sala están ocupados por otros tantos altares empotrados. Las paredes y las bóvedas fueron lujosamente decoradas con estuco por Giovan Battista Castello en 1585. Las paredes laterales tienen hornacinas con figuras femeninas mientras que en el centro se encuentra el altar sobre el que se sitúa el retablo. Está flanqueado por columnas que sostienen un entablamento de tímpano triangular. La caracola de la bóveda está pintada al fresco con motivos rectangulares y ovalados.
De notable factura son los retablos realizados entre 1575 y 1580: la Natività (o incluso Adorazione dei pastori) de Antonio Campi, la Adorazione dei Magi de Bernardino Campi, la pietà (o deposizione), también de Bernardino Campi, la Andata al Calvario de Carlo Urbino.
Carlo Urbino también pintó al fresco las paredes y la bóveda de la capilla con el retablo que realizó, mientras que los frescos de las otras tres capillas fueron realizados por Aurelio Gatti.

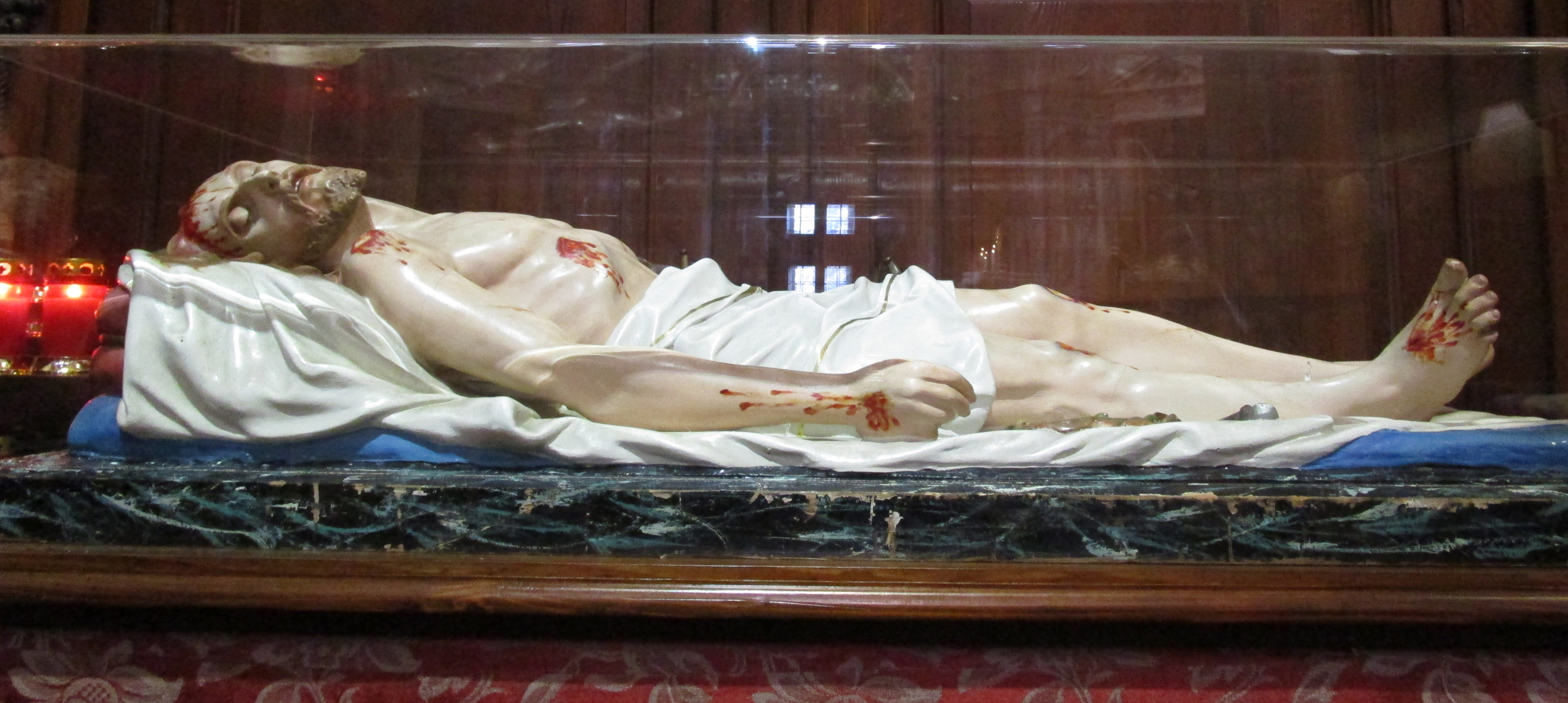
Estatua de Cristo.

#### Los cuerpos menores
Internamente los cuerpos menores tienen planta cuadrada, pero con pilares angulares que recuerdan la forma de una cruz griega. Presentan decoraciones realizadas principalmente en el siglo XVIII en la época de la presencia carmelitana, pero el terremoto de Soncino en 1802 provocó considerables daños en las cúpulas con las consiguientes necesarias intervenciones decimonónicas.
El cuerpo septentrional fue decorado por Giacomo Parravicini conocido como Gianolo en 1721 con la Storie di Mosè mientras que la pequeña cúpula muestra la Fuga in Egitto realizada por Eugenio Giuseppe Conti en 1898.
El cuerpo meridional tiene frescos realizados en 1762 por los hermanos Giuseppe y Giovanni Antonio Torricelli: representan la Storie del Re Davide. La cúpula fue pintada al fresco en 1870 por Angelo Bacchetta y representa la Assunzione di Maria.
El cuerpo occidental aloja el bussola de la entrada principal de la basílica. Tiene una bóveda de casetones, con pilas de agua bendita a los lados y estatuas del siglo XX que representan al Sagrado Corazón y a san Maximiliano Kolbe. En el muro norte se encuentra el baptisterio en mármol de Verona sobre el que se encuentra el lienzo del Battesimo di Gesù de Tommaso Pombioli. Sobre la entrada se encuentra el órgano, probablemente obra de mediados del siglo XIX de la compañía Bernasconi di Varese , inserto en una compleja arquitectura de madera.

#### Tambor y cúpula

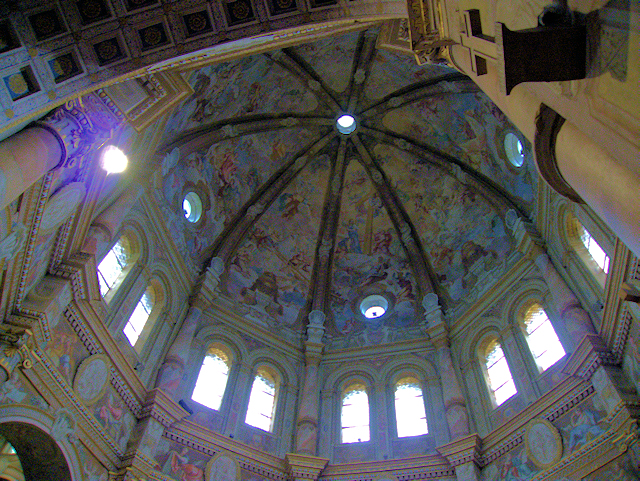
Vista parcial del tambor y de la cúpula.

El tambor está dividido en dos niveles: en el nivel inferior Giacomo Parravicino en 1702 creó Le visioni mistiche di santa Teresa d'Ávila entre profetas y sibilas. El segundo nivel está ocupado por pares de ventanas que dan luz al interior.
En la cúpula dividida en ocho segmentos, el Parravicino pintó al fresco ocho escenas que representan Il trionfo della Croce: la pasión de Jesús llevada a la gloria por un gran grupo de ángeles y putti.
Las decoraciones secundarias fueron realizadas por los hermanos Girolamo e Giovan Battista Grandi.

## Plegarias y festividades relacionadas con el Santuario

### Plegarias locales

#### El himno del Santuario
A ti el canto, oh Madre Pía,
nos levantamos de esta tierra,
donde el fuerte se despliega 
de los cielos tu favor.
Donde un día a Catalina
apareciste salvadora,
también a nosotros salvadora
oh María, muéstrate a cada uno.
A Ti el canto, etc...
oh María, cuánto dolor,
¡Cuánta sangre todavía nos entristece!
Nos consuela tu vista,
consuela tu buen corazón.
en el bosque tenebroso
del pecado y la discordia,
por tu misericordia,
salve, oh Madre, los pecadores.
A Ti el canto, etc...
A te il canto, o Madre Pia,
noi leviam da questa terra,
dove il forte si disserra
dei cieli tuoi favor.
Dove un giorno a Caterina
apparisti salvatrice,
anche a noi soccorritrice
o Maria, ti mostra ognor.
A te il canto, ecc...
o Maria, quanto dolore,
quanto sangue ancora ci attrista!
Ci consoli la tua vista,
ci conforti il tuo buon cuor.
Nella selva tenebrosa
di peccato e di discordia,
per la tua misericordia,
salve, o Madre, i peccatori.'
A te il canto, ecc...

#### La plegaria oficial
¡Oh María, que confortas al afligido y fortaleces su espíritu, ¡a Ti suba plegaria!
Os pido protección en las necesidades crecientes del alma, en los acontecimientos afortunados de la vida.
A la desventurada Catalina degli Uberti, quien te invocó confiadamente, te apareciste misericordiosamente consolándola con dulces palabras, conduciéndola a un asilo de consuelo;
a mí, que Te suplico, con filial confianza, concédeme tu ayuda y tu bendición maternal.
Concede, Madre de Dios y Madre de los hombres, la oración de tus hijos.
O Maria, che conforti l'afflitto e ne fortifichi lo spirito, a Te salga la mia preghiera!
Domando la tua protezione nelle crescenti necessità del'anima, nelle vicende fortunose della vita.
Alla sventurata Caterina degli Uberti, che Ti invocò fidente, sei apparsa pietosamente, consolandola con dolci parole conducendola in un asilo di conforto;
a me, che Ti prego, con filiale confidenza, concedi il Tuo aiuto e la Tua materna benedizione.
Esaudisci Madre di Dio e Madre degli uomini, la preghiera dei figli Tuoi.

### Festivides locales
- 25 de marzo: Anunciación de la Beata Virgen María - Comienza la célebre "Fiera di S. Maria".
- 3 de abril: Aparición de la B.V.M. - Es la fiesta principal de la cual el Santuario mismo deriva su origen y motivo, porque conmemora la Aparición de la Virgen a Caterina degli Uberti. A las 19 horas, el templo se llena de fieles, mientras suenan las campanas de toda la Diócesis.
- 26 de abril: Recordatorio del “Milagro de los movimientos oculares”.
- 3 de mayo: Fiesta de la Invención de la Santa Cruz, el primer milagro a un niño de once años, hijo de Francesco Marazzi, enfermo desde hacía cuatro años de una fístula en el pie.
- 18 de junio: Recuerdo del Círculo Luminoso.
- 6 de agosto: Fiesta de la Transfiguración cuando fue solemnemente colocada la primera piedra.
- 4 de septiembre: Aniversario de la coronación.
- Domingo después del nacimiento de María: Aniversario de la Consagración del templo.